# Rhynchospora intermedia
Rhynchospora intermedia là loài thực vật có hoa trong họ Cói. Loài này được (Chapm.) Britton miêu tả khoa học đầu tiên năm 1892.